# Escuela Nueva
Escuela Nueva (Nuova scuola) è un modello educativo che enfatizza la comprensione basato sulla memorizzazione e lo sviluppo delle abilità interpersonali. È nato in Colombia .
In una scuola di Escuela Nueva, gli studenti imparano autonomamente, secondo il loro ritmo. In genere una mezza dozzina di studenti lavora a un tavolo uno di fronte all'altro, invece che tutti rivolti verso l'insegnante. Gran parte dell'apprendimento avviene attraverso discussioni tra studenti e attraverso il lavoro indipendente guidato, con gli studenti che hanno imparato un argomento che aiutano coloro che lo stanno ancora imparando. L'insegnante offre consigli e guida secondo necessità.

## Storia
Escuela Nueva è stata fondata a metà degli anni '70 da Vicky Colbert, insieme a Beryl Levinger e Oscar Mogollón come co-fondatori. La famiglia di Colbert ha avuto un forte coinvolgimento nell'educazione della figlia. Sua madre aveva fondato scuole di formazione per insegnanti in Colombia e suo nonno era stato ministro della cultura della Colombia. Vicky Colbert ha trascorso 40 anni a diffondere questo modello educativo che ora viene utilizzato in circa 20.000 scuole nelle zone rurali delle Colombia e altri 19 paesi in tutto il mondo.
Il sistema è stato sviluppato per le scuole rurali colombiane perché affrontano circostanze speciali. Nelle piccole comunità, una scuola di una sola stanza potrebbe avere studenti a molti livelli scolastici. Gli studenti spesso abbandonano la scuola per settimane o mesi per aiutare nella fattoria di famiglia e hanno difficoltà a recuperare. Gli studenti sostengono gli esami quando si sentono pronti.

## Caratteristiche
Gli studenti hanno guide per materie come matematica, lingua, scienze e scienze sociali. Queste guide servono come libri di testo; includono anche attività che gli studenti possono fare dentro o fuori della scuola per integrare il libro. Ad esempio, la guida all'apprendimento può spiegare i vaccini, quindi "istruire un bambino a tornare a casa e controllare che la sua sorellina abbia fatto tutte le sue iniezioni o andare con suo padre a ispezionare la cisterna dell'acqua per vedere che è coperta per mantenere fuori gli insetti".
Gli studenti partecipano attivamente alle decisioni sulla loro educazione. David L. Kirp, autore di diversi libri sull'educazione, ha riferito che "il consiglio studentesco ha pianificato meticolosamente una giornata riservata alla promozione della pace, ha gestito una stazione radio e trasformato un'aula vuota in uno spazio tranquillo per la lettura e la ricarica. C'è anche lo scorso Halloween, quando gli studenti hanno organizzato un concorso di costumi per i loro animali domestici".
La formazione degli insegnanti è un terzo elemento critico. Gli insegnanti di Escuela Nueva in genere devono operare in un modo completamente diverso da quello che hanno vissuto da bambini, fornendo supporto agli autodidatti piuttosto che essere la fonte di tutte le informazioni. Gli insegnanti frequentano ogni settimana tre seminari e visitano altri siti Escuela Nuevo per seguire il sistema in azione.

## Riconoscimenti
Come osservava Kirp nella sua storia, Escuela Nueva è quasi sconosciuta negli Stati Uniti, dove l'attenzione è più spesso sull'introduzione della tecnologia nelle scuole. A livello internazionale, tuttavia, ha ricevuto ampi consensi. Un rapporto dell'UNESCO negli anni '90 concludeva che era a grazie a Escuela Nueva che la Colombia era l'unico paese del Sud America in cui le scuole rurali povere fornivano un'istruzione migliore delle scuole cittadine.
Colbert ha ricevuto numerosi premi e citazioni, tra cui il prestigioso Wise Prize per l'educazione nel 2013, il primo Clinton Global Citizenship Award, il premio Henry R. Kravis in Leadership e premi della Skoll Foundation e Ashoka.